# آلمر هال
آلمر هال (انگلیسی: Almer Hall; ۱۲ نوامبر ۱۹۱۲ – ۷ نوامبر ۱۹۹۴) بازیکن فوتبال اهل بریتانیا بود.
از باشگاه‌هایی که در آن بازی کرده‌است می‌توان به باشگاه فوتبال مارگیت، باشگاه فوتبال تاتنهام هاتسپر، باشگاه فوتبال ساوتند یونایتد، باشگاه فوتبال ساوتویک، باشگاه فوتبال وستهام یونایتد، باشگاه فوتبال برایتون اند هوو آلبیون، و باشگاه فوتبال برادفورد سیتی اشاره کرد.